# Никифоров, Николай Михайлович
Николай Михайлович Никифоров (1870 — 1937) — русский архитектор.
Автор проекта и руководитель реконструкции здания ЦДКА им. Фрунзе (1927—1928) .

## Проекты в Санкт-Петербурге
- Псковская улица, д. № 16 — доходный дом. 1906. Совместно с А. Я. Родионовым.
- Бронницкая улица, д. № 40 — доходный дом. 1910.
- Улица Литераторов, д. № 15 — доходный дом. 1912—1913. Совместно с А. Л. Лишневским.
- Старо-Петергофский проспект, д.№ 37 — доходный дом. 1912—1914.
- Церковь Свв. Хрисанфа и Дарии Драгунского лейб-гвардии полка в Петергофе (не сохранилась).
- Ольгинская часовня (станция Ольгино) при церкви святого Петра в Лахте — 1908 год (не сохранилась).